# Історія Джейн Менсфілд
«Історія Джейн Менсфілд» (англ. The Jayne Mansfield Story) — кінофільм. Фільм заснований на реальних подіях.

## Сюжет
Фільм розповідає історію Джейн Менсфілд — американської кіноакторки. Також як і Мерилін Монро, Менсфілд була секс-символом 1950-х. Вона змогла досягти успіху в Голлівуді, стала володаркою багатьох театральних нагород. Декілька разів вона з'явилась в журналі Playboy. Трагічна загибель в автокатастрофі обірвала її життя у віці 34 років.